# 聖保祿孝女會
聖保祿孝女會（拉丁語：Filiarum Sancti Pauli）是1915年在義大利成立的天主教修女會。

## 概述
聖保祿孝女會於1915年6月15日在義大利皮埃蒙特大區庫內奧省的阿爾巴成立。聖保祿孝女會是保祿家庭的一部分，保祿家庭是雅培里神父創立的十個機構之一，在全球51個國家及地區開展事務。
瑪麗亞·特蕾莎·梅洛協助創立和發展了聖保祿孝女會。